# Б'єлла (провінція)
Провінція Б'єлла (італ. Biella) — провінція в Італії, у регіоні П'ємонт.
Площа провінції — 913,03 км², населення — 179 685 осіб.
Столицею провінції є місто Б'єлла.

## Географія
Межує  з Валле-д'Аоста,  провінцією Турин і провінцією Верчеллі.

## Основні муніципалітети
Найбільші за кількістю мешканців муніципалітети (ISTAT):
| Муніципалітет    | Населення (осіб) |
| ---------------- | ---------------- |
| Б'єлла           | 45.944           |
| Коссато          | 15.029           |
| Вільяно-Б'єллезе | 8.478            |
| Кандело          | 8.031            |
| Тріверо          | 6.341            |